# 焦碳酸二甲酯
焦碳酸二甲酯（缩写DMDC）是一种有机化合物，分子式C4H6O5，常温常压下为无色液体，有刺鼻气味，主要用作饮料防腐剂等。